# Enzkreis
Enzkreis okrug je u njemačkoj pokrajini Baden-Württemberg. Oko 195.315 stanovnika živi u okrugu površine 573,69 km².

## Gradovi
1. Heimsheim
2. Knittlingen
3. Maulbronn
4. Mühlacker
5. Neuenbürg

## Vanjske poveznice
- Webstranica okruga